# ناصرالدین شاه‌حسینی
ناصر الدین شاه حسینی (زاده ۱۳۰۳ _ درگذشته ۱۱ اردیبهشت ۱۳۹۵) از داستان‌نویسان و ادیبان معاصر ایران است. او دکترای ادبیات زبان و ادبیات فارسی داشت و در دانشگاه تهران استاد بود. کار ادبی خود را از سال ۱۳۲۱ با نوشتن برای مجلّه رادیوی ایران و روزنامه اطلاعات شروع کرد. رمان شراره‌های خاموش (۱۳۲۸) را دربارهٔ زندگی و عشق‌های لطفعلی خان زند نوشت. درون متیه مجموعه نی زرد (۱۳۳۰) که نوشته او است دربارهٔ افسانه‌های عاشقانهٔ فولکلوریک با طرحی پیش پا افتاده‌است. آثاری در زمینه‌های ملّی-میهنی نیز در کارنامه خود دارد. دیوان سوزنی سمرقندی (۱۳۲۸) دو بار به تصحیح او منتشر شده‌است. خطاهای او در تصحیح این متن نقدهای بسیاری را در پی داشت که در مقدمه چاپ دوم به آنها اشاره کرده است.

## درگذشت
وی در تاریخ ۱۱ اردیبهشت ۱۳۹۵ در سن ۹۲ سالگی در گذشت.